# WiSo-Gebäude

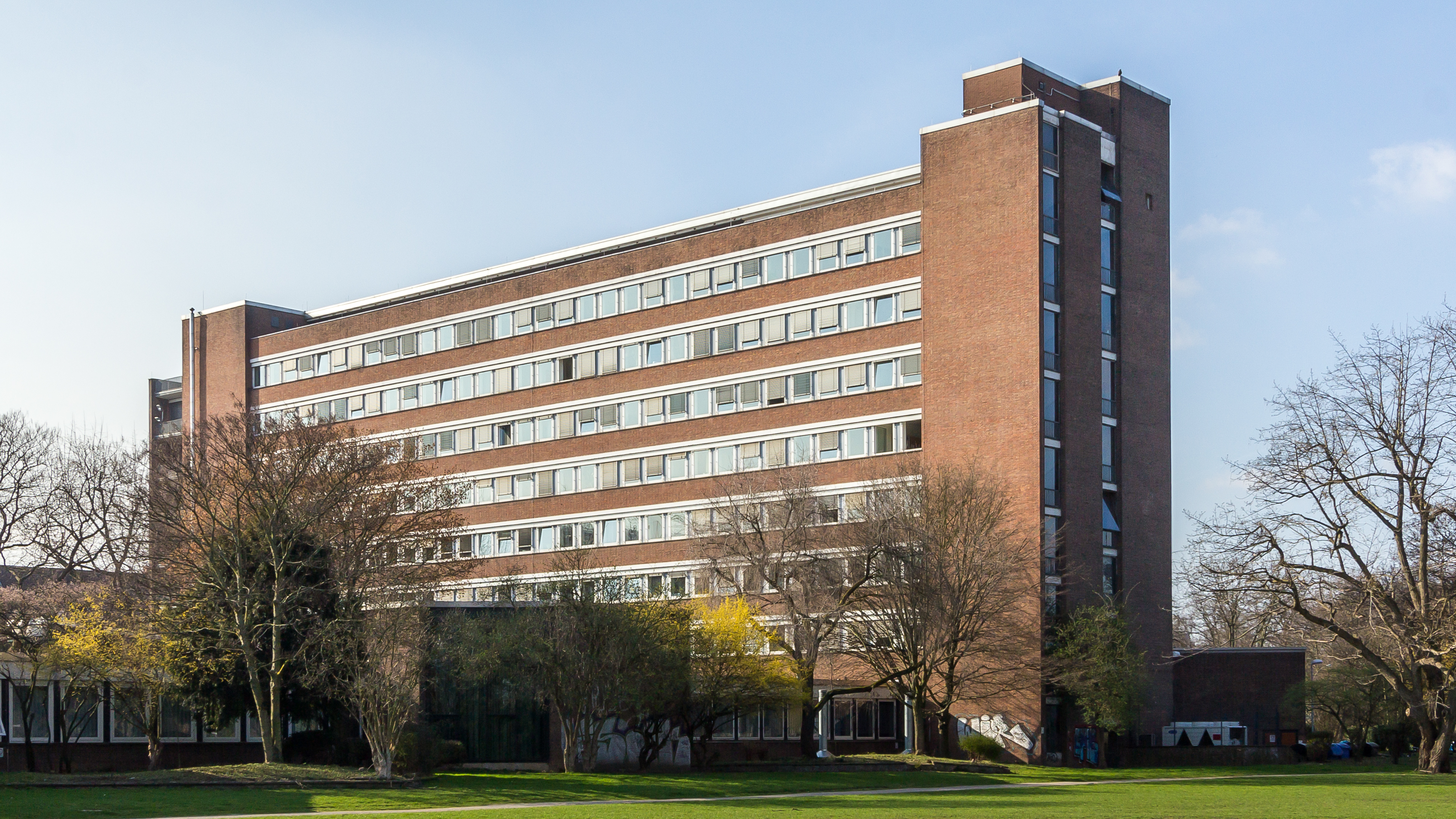
WiSo-Hochhaus

Das WiSo-Gebäude in Köln-Lindenthal ist Sitz der Wirtschafts- und Sozialwissenschaftlichen Fakultät und einer der ersten Erweiterungsbauten der Universität zu Köln. Es wurde von 1956 bis 1960 und nach einem Entwurf des Kölner Architekten Wilhelm Riphahn erbaut.

## Geschichte und Architektur

### Ursprünglicher Bau
Das denkmalgeschützte Gebäudeensemble wurde errichtet, um die Räumlichkeiten der Wirtschafts- und Sozialwissenschaftlichen Fakultät auszubauen. Der Gebäudekomplex besteht aus einem neungeschossigen Hochhaus mit einem davor befindlichen flachen Sockelbau. Die Eingangsseite liegt an der stark befahrenen Universitätsstraße direkt neben dem Hauptgebäude der Universität.
Zur Straßenseite hin wirkt der eingeschossige Seminartrakt mit einer einfachen Lochfassade eher schlicht, während die drei auf den Grüngürtel ausgerichteten polygonalen Hörsäle, die Teil eines zweigeschossigen Baukörpers sind,  deutlich stärker hervortreten. Eine besondere Aufenthaltsqualität erhält das Fakultätsgebäude durch drei individuell gestaltete Gartenhöfe, die zur natürlichen Belichtung und Belüftung in den tiefen Baukörper eingeschnitten sind. An der Eingangsfassade des Hochhauses befinden sich Ziegelreliefs von Minerva und Merkur, im Innenhof des Ensembles steht die Bronzeskulptur Herakles mit dem Bogen des französischen Bildhauers Antoine Bourdelle aus dem Jahr 1909.
1967 wurde das Gebäudeensemble mit dem Kölner Architekturpreis ausgezeichnet.

### Neubau

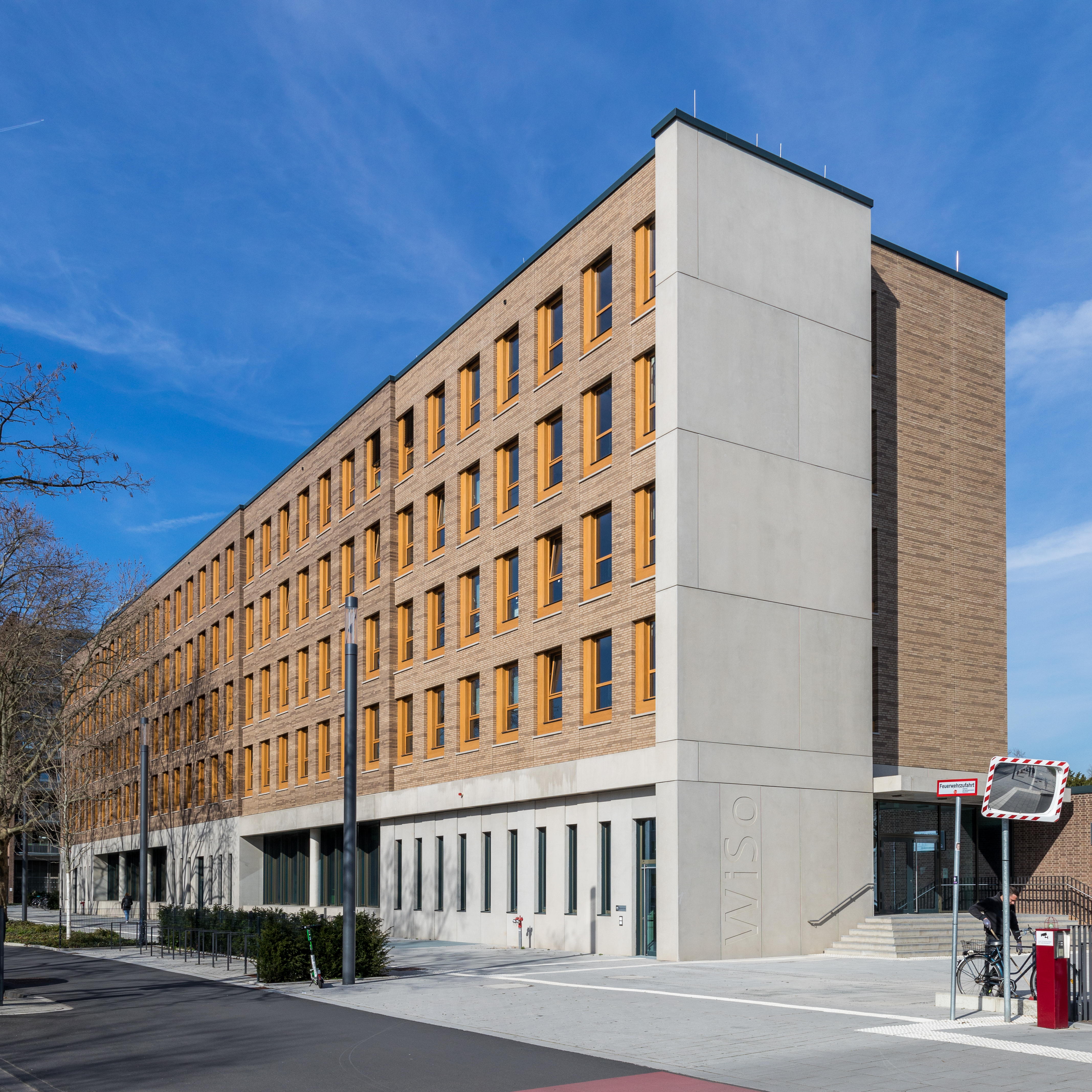
Neubau, 2020

Den Auftrag erhielt die MBS Baugesellschaft mbH. 
Im Sinne einer Vernetzung mit den angrenzenden Stadt- und Grünräumen beauftragte die Universität Köln das Architekturbüro ASTOC Architects and Planners GmbH mit einem Struktur- und Entwicklungsplan, der 2012 vorgestellt wurde. Im Zuge dieser Maßnahmen wurde schließlich im Mai 2019 ein Erweiterungsbau zu dem bestehenden WiSo-Gebäudekomplex eröffnet.
Der fünfgeschossige Neubauriegel, der sich straßenseitig vor dem eingeschossigen Teil des Altbaus befindet, erhebt sich zwar deutlich über diesen Altbauteil, bleibt aber vier Geschosse niedriger als das Hochhaus. Dazwischen trennt eine deutlich sichtbare Fuge den Altbau von dem Neubau. Die Seminarräume liegen im Erdgeschoss in den Köpfen des Riegels sowie in seiner Mitte und sind spiegelsymmetrisch zu den Hörsälen des Altbaus. Dort, wo die Seminarräume die Fuge kreuzen, werden sie mit gläsernen Verbindungselementen angeschlossen, damit der Durchblick über die gesamte Länge des Riegels offen bleibt. Die dazwischen liegenden Räume sind analog zu den Gartenhöfen des Altbaus als grüne Loggien für die Seminarteilnehmer eingerichtet. Durch die zweiseitige Verglasung ist der dahinter liegende Altbau von der Straßenseite aus weiterhin zu sehen.
Auf dem mit Betonfertigteilen verkleideten Sockel sind vier Bürogeschosse errichtet. Die beidseitige strenge Lochfassade ähnelt der des Hochhauses. Der neue Eingang ist auf den Albertus-Magnus-Platz ausgerichtet und mit einem großen in den Beton eingegossenen Schriftzug gekennzeichnet.

## Denkmalschutz
Das WiSo-Hauptgebäude ist seit dem 12. Oktober 1998 unter Nr. 8367 in der Liste der Baudenkmäler im Kölner Stadtteil Lindenthal eingetragen.